# Petalocephala insignis
Petalocephala insignis är en insektsart som beskrevs av William Lucas Distant 1908. Petalocephala insignis ingår i släktet Petalocephala och familjen dvärgstritar. Inga underarter finns listade i Catalogue of Life.